# Lissonota tergolata
Lissonota tergolata là một loài tò vò trong họ Ichneumonidae.